# Handelskette (Unternehmen)
Eine Handelskette bezeichnet ein Handelsunternehmen, das mehrere Betriebsstätten besitzt. Diese sind entweder unselbständige Filialen des Handelsunternehmens oder folgen einem Franchise-Prinzip mit vertraglich gebundenen, jedoch rechtlich selbständigen Ladenbetreibern. Einige Handelsketten haben auch beide Formen; hier ist auf den ersten Blick nicht zu erkennen, ob es sich um eine Filiale oder um das Geschäft eines eigenständigen Kaufmanns handelt.
Darüber hinaus gibt es auch eher lose gebundene freiwillige Ketten, die nur über ein Kooperationsabkommen miteinander verbunden sind und zum Beispiel bestimmte Waren über einen zentralen Einkauf beziehen.
Bekannte Handelsketten mit Filialsystemen sind aus dem Lebensmittelhandel beispielsweise Aldi oder Lidl, reine Franchiser Fressnapf aus dem Heimtierbedarf oder für Konfektionsmode Benetton Group. Sowohl nach dem Filial- als auch nach dem Franchise-System arbeiten die Rewe Group und Obi. Zu den bekannteren freiwilligen Ketten gehören zum Beispiel Sport 2000 und Expert. Die Handelsketten können unterschiedlichste Bereiche abdecken wie z. B., für den Hausbedarf Karstadt oder Galeria Kaufhof als Kaufhausketten, Tankstellen wie Shell, Esso und Aral, sowie auch aus dem Sportbereich z. B. McFit.
Für einige Branchen von Handelsketten haben sich (umgangssprachliche) Kurzbezeichnungen etabliert, zum Beispiel „Baumarktkette“ (für ein Handelsunternehmen mit Heimwerkermärkten), „Lebensmittelkette“ (für eine Handelskette im Lebensmitteleinzelhandel) oder „Fitnesskette“ (für eine Handelskette im Fitness-Bereich).